# Nationaal Songfestival 2011
Het Nationaal Songfestival 2011 is een televisieprogramma van de TROS waarin de Nederlandse inzending voor het Eurovisiesongfestival 2011 werd gekozen.
De opzet van het programma is precies het omgekeerde van 2010: werd er in 2010 één lied geschreven dat door vijf verschillende artiesten werd vertolkt, nu waren er vijf nummers geschreven die door één artiestengroep, namelijk de 3JS werden vertolkt.
In het programma zong het trio 3JS, bestaande uit Jaap Kwakman, Jaap de Witte en Jan Dulles, vijf liedjes, die allemaal door het trio zelf zijn gecomponeerd. Vervolgens werd door een vakjury en televoting bepaald welk van deze vijf liedjes de 3JS zullen gaan zingen tijdens het Eurovisiesongfestival 2011 in Duitsland.
Het programma werd gepresenteerd door Yolanthe Sneijder-Cabau en rechtstreeks uitgezonden vanuit Studio 21 in Hilversum
Het programma werd door 2,2 miljoen mensen bekeken. Dit aantal ligt aanzienlijk hoger dan de voorgaande jaren.

## Deelnemende liedjes
- De stroom
- Je vecht nooit alleen
- Toen ik jou vergat
- Ga dan niet
- Weelderig waardeloos[3]

### Uitslag
| Volgorde | Lied                  | Jury | Publiek   | Totaal |
| -------- | --------------------- | ---- | --------- | ------ |
| 1        | Je vecht nooit alleen | 5    | 5 (63.8%) | 10     |
| 2        | De stroom             | 4    | 4 (25,5%) | 8      |
| 3        | Ga dan niet           | 3    | 1 (1,0%)  | 4      |
| 4        | Weelderig waardeloos  | 1    | 3 (5,8%)  | 4      |
| 5        | Toen ik jou vergat    | 2    | 2 (3,9%)  | 4      |

Het lied dat uiteindelijk naar Duitsland ging, was Je vecht nooit alleen.
De meest gehoorde kritiek van de juryleden was dat de rustige liedjes Ga dan niet, Toen ik jou vergat en Weelderig waardeloos niet Songfestivalwaardig zijn.
Enkele dagen na afloop van het Nationaal Songfestival kwam de TROS naar buiten met een persbericht dat er in de puntentelling fouten waren gemaakt.
In maart 2011 werd bekendgemaakt dat de 3JS met een Engelse versie naar het Eurovisiesongfestival zouden gaan, genaamd Never alone.
Ook in 2010 verliep de uitslag niet vlekkeloos. Toen wilde Pierre Kartner niet kiezen tussen Sieneke en Loekzz en duurde het een tijd voor Sieneke tot winnares werd verkozen.

## Kritiek
Net als in 2010 was er veel kritiek op het Nationaal Songfestival. Dit keer niet op het lied of op de uitvoerende artiesten, maar op de show, jury en presentatie.
De show moest in een uur klaar zijn en dus zat de vaart er flink in. Na een korte introductie van de juryleden en de 3JS startte het eerste lied, waarna de overige liedjes alleen werden onderbroken door korte aanmoedigingsfilmpjes. Onder anderen Nick & Simon, Marco Borsato, Acda en De Munnik en Danny de Munk wensten de jongens veel succes. Met name het einde van de show gaat in sneltreinvaart. De uitslag staat al vast als Hind en Eric van Tijn hun commentaar hebben gegeven, en de reprise wordt zonder pardon afgekapt. In de korte tijd dat de kijkers hun stem konden uitbrengen kwam er een medley van songfestivaldeelnemers voorbij- allemaal moesten ze het doen met maximaal drie zinnen. Tijdens de uitzending noemde presentatrice Yolanthe jurylid Daniel Dekker de Songfestivalkenner van Nederland. Veel mensen moesten hier om lachen en later kwam hij naar buiten met het bericht dat hij zichzelf helemaal niet als kenner ziet, maar als liefhebber.
Een dag na de uitzending van het Nationaal Songfestival kwam er veel kritiek op de show van bekende Nederlanders. Wilma Nanninga vond de show Een lachertje en Songfestivaliefhebber Paul de Leeuw was woest op de manier hoe de TROS het programma aan elkaar knoopte. Albert Verlinde vond het Nationaal Songfestival een grote aanfluiting en verlangt zelfs terug naar Sieneke. "Het was armoedig, verschrikkelijk."
Enkele dagen na het Nationaal Songfestival werd bekend dat de einduitslag niet klopte. Dit werd direct aangepast. Jurylid Eric van Tijn vond de fout een afgang van de productie en de TROS.
Op alle kritiek reageerde omroep TROS door zich er niets van aan te trekken.
1956 · 1957 · 1958 · 1959 · 1960 · 1961 · 1962 · 1963 · 1964 · 1965 · 1966 · 1967 · 1968 · 1969 · 1970 · 1971 · 1972 · 1973 · 1974 · 1975 · 1976 · 1977 · 1978 · 1979 · 1980 · 1981 · 1982 · 1983 · 1984 · 1986 · 1987 · 1988 · 1989 · 1990 · 1992 · 1993 · 1994 · 1996 · 1997 · 1998 · 1999 · 2000 · 2001 · 2003 · 2004 · 2005 · 2006 · 2007 · 2008 · 2009 · 2010 · 2011 · 2012